# جديول

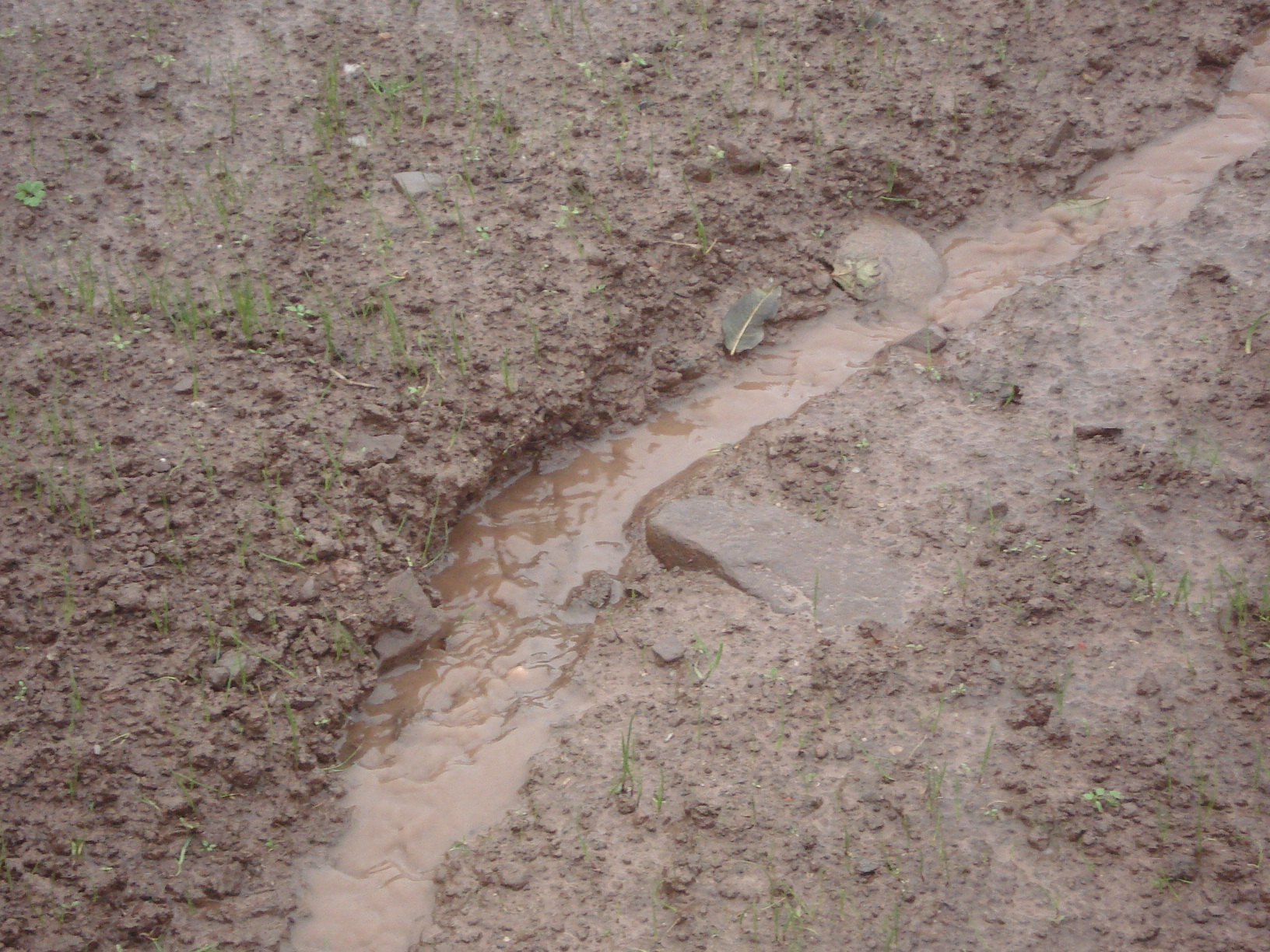
جديول في أرض زراعية في مقاطعة تيرون، أيرلندا الشمالية

الجُدَيوِل أو الجُدَيِّل أو الغدير أو الجدول الصغير (بالإنجليزية: rill) هي في علم شكل الأرض قناةٌ ماء ضحلة (لا يزيد عمقها عن بضع سنتميترات) في سطح التربة أنشأتها التعرية ويتركز فيها تدفق الماء. تعرف القنوات المُماثلة ولكن بحجم أكبر باسم المدافع.
تُنشأ هذه القنوات لنقل إمدادات المياه من مصدر مياه بعيد. يعد الجديول في تصميم المناظر الطبيعية أو الحدائق ميزة مائية جمالية.
الجديول هو قنوات ضيقة وضحلة تتآكل في تربة غير محمية بسبب جريان التلال. بما أن التربة تُترك عارية بانتظام أثناء العمليات الزراعية، فقد يتشكل الجديول على الأراضي الزراعية خلال هذه الفترات الضعيفة. قد يتشكل الجديول أيضًا عند ترك التربة العارية مكشوفة بعد إزالة الغابات، أو أثناء أنشطة البناء.
ينشأ الجديول عندما يتآكل ماء التربة السطحية على سفوح التلال، وبالتالي يتأثر بشكل كبير بأنماط الطقس الموسمية. حيث تميل إلى الظهور أكثر في الأشهر الأكثر أمطارًا. يبدأ الجديول في التكون عندما يتسبب إجهاد القص في الجريان السطحي، وقدرة الجريان السطحي على فصل جزيئات التربة، وتجاوز قوة القص في التربة، وقدرة التربة على مقاومة القوة التي تعمل بالتوازي مع سطح التربة. ويبدأ هذا عملية التآكل حيث يكسر الماء جزيئات التربة ويحملها على المنحدر. تشرح هذه القوى لماذا تكون التربة الرملية الطينية عرضة بشكل خاص لتكوين الحواف، في حين يميل الطين الكثيف إلى مقاومة تكوين الحبيبات.
لا يمكن أن يتكون الجديول على كل سطح، ويرتبط تكوينها ارتباطًا جوهريًا بانحدار منحدر التل. تحدد الجاذبية قوة الماء، التي توفر الطاقة المطلوبة لبدء البيئة التآكلية اللازمة لإنشاء الجديول. لذلك، يجري التحكم في تكوين التلال أساسًا عن طريق منحدر التل. يتحكم المنحدر في عمق الحواف، بينما يتحكم طول المنحدر ونفاذية التربة في عدد الشقوق في المنطقة.